# Gidget Sandoval
Gidget Sandoval Herrera là người giữ vương miện Hoa hậu Quốc tế năm 1983.
Cô là người Costa Rica thứ 2 đăng quang ở cuộc thi được tổ chức tại Osaka, Nhật Bản.
Trước chiến thắng nói trên, cô đã tham gia cuộc thi Hoa hậu tuổi teen châu Mỹ và được trao danh hiệu hoa hậu thanh lịch 